# Ulguen
Bai-Ülgen o Ülgen (turco antiguo: Bey Ülgen; también deletreado Bai-Ulgen, Bai-Ülgen, Bay-Ulgan, Bay-Ulgen o Bay-Ülgen; mongol: Үлгэн, Khakas: Ӱлген, ruso: Ульгень o Ульгего, Ульгего : اولگن) es una deidad creadora turca y mongola, generalmente distinta de Tengri pero a veces identificada con él, de la misma manera que Helios y Apolo.

## Características
En la mitología turca y mongol, el abedul, considerado como un eje cósmico entre la tierra y el cielo, se consideraba sagrado para él, al igual que el caballo (el sacrificio de caballos era parte de su culto). Ülgen simboliza la bondad, el bienestar, la abundancia, la abundancia de alimentos, agua, etc. Además, creó la tierra, el cielo y todos los seres vivos. Además, controla los eventos atmosféricos y los movimientos de las estrellas. Él crea tierras para que las personas vivan, las cabezas de humanos y animales y el arco iris. Fue considerado como el dios patrón de los chamanes y la fuente de su conocimiento.
Se cree que Ülgen ha sido creado a partir de Tengri (Tengere Kayra Khan). Es la deidad más alta después de Tengri en el panteón mongol-turco. A menudo, Ülgen se compara con Tengri y, a veces, se piensa que están a la par, o incluso son el mismo. En algunos dichos, el nombre/función de Ülgen puede ser (parcialmente) intercambiable con el de Tengri.
Ülgen es descrito como el enemigo de Erlik, el dios del mal y la oscuridad. Ülgen asume proteger a la humanidad contra él.
Bai-Ülgen vive en el decimosexto piso del cielo sobre las estrellas, el sol y la luna en una casa dorada. Los simples humanos nunca podrán alcanzarlo, excepto los chamanes o kams, que poseen poderes astrales. Los animales se usan para el sacrificio en adoración de él, especialmente los caballos. Una vez cada tercer, sexto, noveno o duodécimo año, un chamán puede sacrificar un caballo blanco como primer paso para llegar a Ülgen. Luego debe montar su alma, penetrar a través de todas las capas del cielo hasta llegar a Ülgen. En primer lugar, el kam (chamán) se encuentra con Yayık, que es el sirviente de Ülgen. Esta entidad informa al kam si la oferta ha sido aceptada o no. Si el rito de sacrificio ha tenido éxito, el chamán puede aprender del omnisciente Ülgen de peligros inminentes, como las malas cosechas.

## Hijos de Ülgen
Ülgen tuvo siete hijos varones, llamados Akoğlanlar (Niños Blancos) o Kıyatlar. También tuvo nueve hijas, que se llaman Akkızlar y Kıyanlar. Pero nadie sabe sus nombres. Sus hijas son fuente de inspiración para los chamanes. Los hijos son:
   Karshyt Han o Karşıt: el dios de la pureza.
   Pura Han o Bura: el dios de los caballos.
   Burcha Han o Burça Kan: el dios de la prosperidad.
   Yashyl Han o Yaşıl Kan: el dios de la naturaleza.
   Karakush Han o Karakuş: el dios de los pájaros.
   Kanym Han o Er Kanım: el dios de la confianza.
   Bakhty Han o Baktı Kan: el dios de la bendición.